# Matthias Wißmann
Matthias Wißmann (* 1987 in Albstadt) ist ein deutscher Regisseur und Drehbuchautor. Sein Debüt-Spielfilm ist Vexier (2024).

## Leben und Ausbildung
Matthias Wissmann wurde 1987 in Albstadt geboren. Im Alter von 15 Jahren begann er, mit Schulfreunden erste Genrefilme zu drehen. Sein Interesse am Filmemachen führte ihn zu einem Studium der Mediengestaltung an der Hochschule Offenburg, das er 2015 mit einem Bachelor of Arts und 2018 mit einem Master of Science abschloss. Während seines Studiums spezialisierte er sich auf die Produktion von Kurz- und mittellangen Filmen.

## Karriere
Nach seinem Studium arbeitete Wissmann als freiberuflicher Autor, Regisseur und Editor. Sein erster abendfüllender Spielfilm, der Psychothriller Vexier, wurde 2024 auf den 58. Internationalen Hofer Filmtagen uraufgeführt und auf mehreren Filmfestivals präsentiert. Zuvor hatte er bereits eine Reihe von Kurz- und mittellangen Filmen realisiert, die ebenfalls auf verschiedenen Festivals gezeigt wurden.

## Filmografie

### Kurzfilme
- Entropie (2011)
- Who is Hu (2012)
- Dunkelkammer (2014)
- Rattenkönig (2015)
- First Drop of Blood (2016)
- The Seam (2017)
- Aquariummann (2018)
- Lokalmatador (2020)
- Voodoopuppe (2023)

### Spielfilme
- Vexier (2024)

## Festivals
Kurzfilme von Matthias Wissmann wurden auf Filmfestivals präsentiert, darunter das up-and-coming Filmfest Hannover, bei dem sein Film Rattenkönig gezeigt wurde.